# アイコンタクト

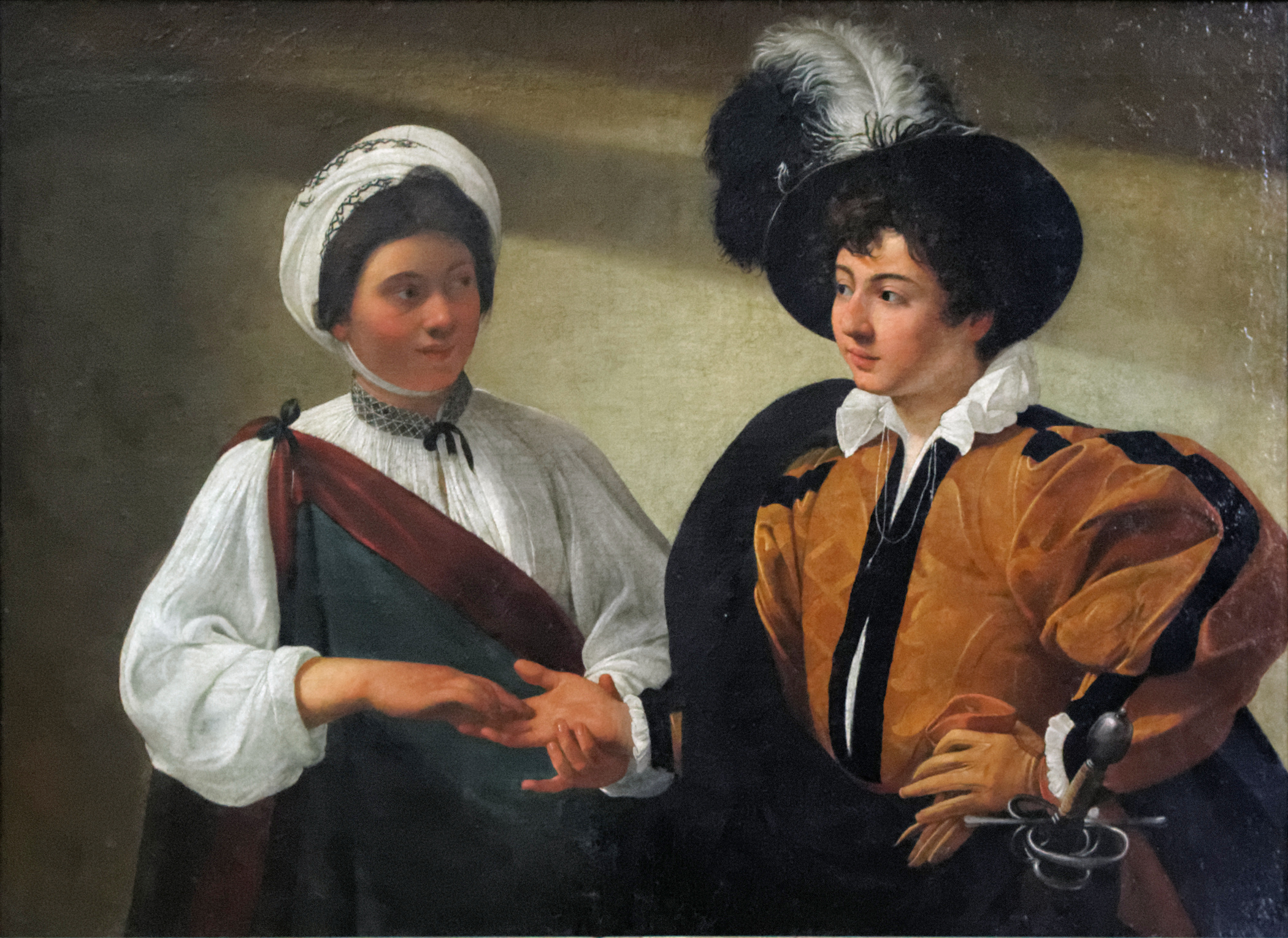
アイコンタクトする二人の人物（カラヴァッジオ 「フォーチュンテラー」）

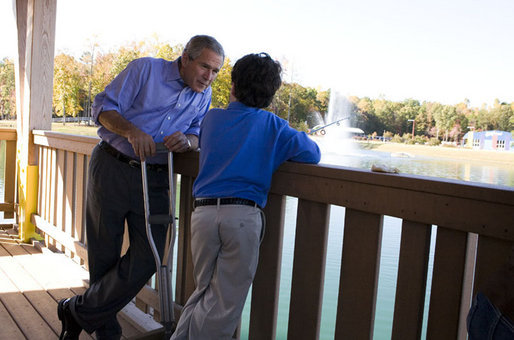
人間同士は会話する時、アイコンタクトを行うのが基本的なルールや礼儀だと見なされている。上の写真のジョージ・W・ブッシュと10歳のハンク少年の会話においても、しっかりとアイコンタクトを行っている。（2006年10月18日）

アイコンタクト (eye contact) とは、お互いに視線を交わすことである。専門的には互いの目と目を見つめ合うこと、あるいはアイコンタクトを取り合うことを相互注視 (mutual gaze) というが、一般的には、視線と視線をあわせることであり、以下のような用法。目を合わせること。非言語コミュニケーションの一つとされる。

## コミュニケーションの一形態
人や動物のコミュニケーションとして、話などをしている最中に向き合った人間や動物が互いに目と目を見合わせること。非言語コミュニケーションのひとつである。
アイコンタクトをどれくらい取るかには性差、個人の性格による違いがある。
人間は「相手の目を直視しながら嘘をつくことはできない」と信じられているかもしれないが、それが可能な人もいれば、不可能な人もいることが明らかになっている。
対話の際の話題や、対話者間の物理的距離、視覚的刺激物の有無などの対話が行われる場の状況も、アイコンタクトの頻度に影響を与える。
人によっては、心理的に相手と向き合った状態では話しづらいような内容を相手に伝える時に、意識的あるいは無意識的に相手の目を見ることを避けつつ話すことがある。また意図的ではなかったとしても相手が目を逸らす頻度により「自分は元々、相手に圧迫を与える様な目をしているかも知れない」と考える場合は状態の改善の為にリハビリテーションを試みる場合がある。
通常の二者間対話では、アイコンタクトの継続時間は、全対話時間の10パーセントから80パーセントまでの幅があるという。
アイコンタクトの頻度には数多くの要因が影響を与えるにもかかわらず、その人の気分、気質、意図などを反映していると受け取られる。被験者にアイコンタクトが少ない話し手と、多い話し手の映像を見せて、話者の人物評価をさせた実験において、アイコンタクトが少ないの話し手の印象は、冷たい、悲観的、用心深い、弁解的、未熟、回避的、従順、無関心、鈍感などと評価された。一方、アイコンタクトが多い話者は、親近感や自信があり、自然体である、円熟、誠実などと評価された。

## スポーツにおけるアイコンタクト
プレー中に目と目で何らかの合図を送って意思の疎通を図ること。主に球技等のスポーツで使われることが多い。例えば、ボールを持っている選手がボールを持っていない選手に目線を送ることでパスを送ると合図したり、逆にボールを持っていない選手がボールを持っている選手に目線を送ることでパスが欲しいと合図したりする。声を出さずに敵に気づかれないようコミュニケーションする最も基本的な手段であるが、お互いの考えていることを想像により補わなければならず相手（のプレー）を良く知っている必要がある。さらに連携プレーの熟練度が高くなったりするとお互いにアイコンタクトしなくても意思の疎通ができることもある。また、目線を送った選手とは違う選手にパスを送るなどアイコンタクトがフェイントに使われることもある。これは一般には人間が何かするときはその方向へ目線を向けるので、それを逆用するものである。

## 目を見続ける適度なタイミング
正常な注視の度合いは、対話者の性別、個性、文化的背景、話題、その場の状況などの要因によって異なる。